# Ah li galli (singolo)
Ah li galli è il penultimo singolo del cantautore Gianni Davoli pubblicato nel 1996.

## Descrizione
Il singolo è stato pubblicato nel 1996 con la casa discografica  Fonit Cetra ed è stato incluso nell'omonimo album pubblicato sempre nello stesso anno. La canzone è stata scritta dallo stesso Davoli insieme a Aldo Tirone, Gianni Aquilino e Mario Pappagallo.

## Tracce
1. Ah li galli - 3:09 (G.Davoli, A.Tirone, G.Aquilino, M.Pappagallo)